# Ngeun (huyện)
Ngeun là một huyện (muang, mường) thuộc tỉnh Xayabury ở bắc Lào.